# ГЕС Кастрело
ГЕС Кастрело (ісп. Presas de Castrelo) — гідроелектростанція на північному заході Іспанії. Розташована між ГЕС Велле (вище за течією) та ГЕС Фр'єйра, входить до каскаду на найбільшій річці Галісії Міню.
Для роботи станції річку перекрили гравітаційною греблею висотою 30 м та довжиною 173 м, на спорудження якої пішло 109 тис. м3 матеріалу. Вона утворила водосховище з площею поверхні 8,5 км2 та об'ємом від 3 до 60 млн м3 (залежно від рівня поверхні), при цьому корисний об'єм складає до 14 млн м3.
У 1969 році станцію обладнали двома турбінами типу Каплан загальною потужністю 112 МВт, які при напорі 17 м здатні виробляти до 340 млн кВт·год електроенергії на рік.
Зв'язок з енергосистемою відбувається по ЛЕП, що працює під напругою 220 кВ.